# 汪滔 (程式設計師)
亚历山大·汪（英語：Alexandr Wang，1997年—），中文名汪滔，是一名美國程式設計師、企業家，Scale AI的創辦人兼執行長。24歲時，他成為全球最年輕的白手起家億萬富翁。根據《富比士》，截至2024年7月，他目前的身價為20億美元。

## 早年生活和教育
汪滔出生於新墨西哥州洛斯阿拉莫斯。他是華人移民的後裔，父母曾在新墨西哥州的洛斯阿拉莫斯國家實驗室擔任物理學家，該實驗室是最早開發核武器的地方。汪滔自幼熱衷於數學和程式設計。他在2013年獲得數學奧林匹克計劃資格，在2014年獲得美國物理隊資格，並在2012年和2013年進入美國計算機奧林匹克競賽決賽。汪滔在青少年時期曾在Quora擔任軟體程式設計師。他曾在麻省理工學院攻讀計算機科學與數學，但後來輟學，於2016年共同創立Scale AI。

## 職業生涯
2016年，汪滔創立Scale AI，為計算機視覺和音頻轉錄中用於訓練人工智慧軟體的資料進行註釋。該公司的董事會成員包括Plaid的共同創始人威廉·霍基。2021年5月，川普政府下的美國首席技術長邁克爾·克拉西奧斯加入Scale AI，擔任董事總經理兼策略主管。亞馬遜前高階主管傑夫·威爾克（Jeff Wilke）擔任汪滔的顧問。Scale AI在商業領域的客戶包括Etsy、通用汽車、OpenAI、PayPal、Pinterest、三星、豐田汽車和優步。2021年，其估值達到73億美元，讓汪滔擁有該公司15%的股份，短暫擁有10 億美元的淨資產。Scale AI已獲得美國武裝部隊的國防合約，並被五角大廈的首席數位與人工智慧辦公室挖角，負責測試與評估大型語言模型在軍事規劃與決策上的安全性與可靠性。
Scale AI經營一個名為Remotasks的平台，在非洲和東南亞僱用約240,000名資料標記員，收費低廉，有時每小時不到1美元。為了避免人工智慧系統產生太多低品質的結果，訓練資料的標注是必要的。在菲律賓，它聘請的許多人都是不受勞工法保障的自由職業承包商。在Remotasks擴展到印度以及委內瑞拉之後，由於「惡性競爭」，一些註解工作的報酬降到了1美分以下。據報導，逾期付款是「家常便飯」，有些工人只收到承諾補償的百分之幾。2022年，牛津大學的一項研究指出，Remotasks在十項標準中只有兩項符合「公平工作的最低標準」。Scale AI將Remotasks定位為獨立品牌，並表示會致力於支付「生活工資」。Remotasks的條款與條件表示，若自由工作者的工作被認為不準確，該公司可以扣留付款或停用其帳戶。
2023年7月，汪滔出席美國眾議院軍事委員會所屬的「網路、資訊科技與創新小組委員會」聽證會，針對人工智慧在軍事作戰中的應用作證。
2025年1月，汪滔與一群科技領域的創辦人及執行長一同出席了唐納·川普的第二次總統就職典禮。他还在《華盛頓郵報》刊登整版廣告，向新任美國三軍統帥傳達簡潔訊息：「親愛的川普總統，美國必須贏得這場AI戰爭」。當月稍晚，汪滔在世界經濟論壇上發表演說，強調美中兩國在人工智慧領域的競爭，特別提到了中國人工智慧系統 DeepSeek的技術實力。
2025年5月，川普出訪中東，並率領一眾人工智慧領域的重要人士隨行，汪滔亦在其中。
2025年6月，Meta公司收購了Scale AI公司49%的股份，汪滔隨後加入Meta工作，但仍保留Scale AI董事會成員的身份。

## 個人生活
在新冠疫情最嚴重的時期，王與他的朋友、OpenAI首席執行官萨姆·奧尔特曼同住一屋。

## 榮譽
2021年，汪滔入選富比士30位30歲以下精英榜企業科技類名單。他還入選「時代百大人物Next」和「時代百大人物AI」名單，該名單旨在表彰那些正在塑造其領域未來的新興領導者。